# Coupe Banque Nationale 2014 - Qualificazioni singolare
Le qualificazioni del singolare del Coupe Banque Nationale 2014 sono state un torneo di tennis preliminare per accedere alla fase finale della manifestazione. I vincitori dell'ultimo turno sono entrati di diritto nel tabellone principale. In caso di ritiro di uno o più giocatori aventi diritto a questi sono subentrati i lucky loser, ossia i giocatori che hanno perso nell'ultimo turno ma che avevano una classifica più alta rispetto agli altri partecipanti che avevano comunque perso nel turno finale.

## Teste di serie
1. Heidi El Tabakh (ultimo turno)
2. Louisa Chirico (ultimo turno)
3. Nao Hibino (ultimo turno)
4. Ol'ga Savčuk (qualificata)
5. Barbora Krejčíková (qualificata)
6. Kateřina Vaňková (ultimo turno)

1. Sanaz Marand (qualificata)
2. Tereza Martincová (qualificata)
3. Asia Muhammad (qualificata)
4. Maria Sanchez (ultimo turno)
5. Carol Zhao (ultimo turno)
6. Samantha Crawford (qualificata)

## Qualificate
1. Asia Muhammad
2. Samantha Crawford
3. Sanaz Marand

1. Ol'ga Savčuk
2. Barbora Krejčíková
3. Tereza Martincová

## Tabellone

### Legenda
| - Q = Qualificato - WC = Wild card - LL = Lucky loser | - ALT = Alternate - SE = Special Exempt - PR = Protected Ranking | - w/o = Walkover - r = Ritirato - d = Squalificato |

### Sezione 1
|  | Primo turno | Primo turno     | Primo turno     | Primo turno | Primo turno |  |  | Ultimo turno | Ultimo turno    | Ultimo turno | Ultimo turno | Ultimo turno |  |
|  |             |                 |                 |             |             |  |  |              |                 |              |              |              |  |
|  | 1/WC        | Heidi El Tabakh | Heidi El Tabakh | 6           | 6           |  |  |              |                 |              |              |              |  |
|  |             | Sonja Molnar    | Sonja Molnar    | 1           | 4           |  |  | 1/WC         | Heidi El Tabakh | 2            | 6            | 2            |  |
|  | WC          | Maria Patrascu  | Maria Patrascu  | 1           | 1           |  |  | 9            | Asia Muhammad   | 6            | 4            | 6            |  |
|  | 9           | Asia Muhammad   | Asia Muhammad   | 6           | 6           |  |  |              |                 |              |              |              |  |

### Sezione 2
|  | Primo turno | Primo turno       | Primo turno       | Primo turno | Primo turno |  |  | Ultimo turno | Ultimo turno      | Ultimo turno      | Ultimo turno | Ultimo turno |  |
|  |             |                   |                   |             |             |  |  |              |                   |                   |              |              |  |
|  | 2           | Louisa Chirico    | Louisa Chirico    | 6           | 6           |  |  |              |                   |                   |              |              |  |
|  |             | Chiara Scholl     | Chiara Scholl     | 4           | 1           |  |  | 2            | Louisa Chirico    | Louisa Chirico    | 5            | 1            |  |
|  |             | Bernarda Pera     | Bernarda Pera     | 1           | 4           |  |  | 12           | Samantha Crawford | Samantha Crawford | 7            | 6            |  |
|  | 12          | Samantha Crawford | Samantha Crawford | 6           | 6           |  |  |              |                   |                   |              |              |  |

### Sezione 3
|  | Primo turno | Primo turno     | Primo turno     | Primo turno | Primo turno |  |  | Ultimo turno | Ultimo turno | Ultimo turno | Ultimo turno | Ultimo turno |  |
|  |             |                 |                 |             |             |  |  |              |              |              |              |              |  |
|  | 3           | Nao Hibino      | Nao Hibino      | 6           | 6           |  |  |              |              |              |              |              |  |
|  | WC          | Ayan Broomfield | Ayan Broomfield | 3           | 4           |  |  | 3            | Nao Hibino   | Nao Hibino   | 1            | 0            |  |
|  |             | Tori Kinard     | 6               | 5           | 4           |  |  | 7            | Sanaz Marand | Sanaz Marand | 6            | 6            |  |
|  | 7           | Sanaz Marand    | 4               | 7           | 6           |  |  |              |              |              |              |              |  |

### Sezione 4
|  | Primo turno | Primo turno     | Primo turno    | Primo turno | Primo turno |  |  | Ultimo turno | Ultimo turno | Ultimo turno | Ultimo turno | Ultimo turno |  |
|  |             |                 |                |             |             |  |  |              |              |              |              |              |  |
|  | 4           | Ol'ga Savčuk    | Ol'ga Savčuk   | 6           | 6           |  |  |              |              |              |              |              |  |
|  |             | Denise Muresan  | Denise Muresan | 2           | 2           |  |  | 4            | Ol'ga Savčuk | Ol'ga Savčuk | 7            | 6            |  |
|  |             | Nicole Melichar | 6              | 2           | 6           |  |  | 11           | Carol Zhao   | Carol Zhao   | 63           | 3            |  |
|  | 11          | Carol Zhao      | 3              | 6           | 78          |  |  |              |              |              |              |              |  |

### Sezione 5
|  | Primo turno | Primo turno        | Primo turno        | Primo turno | Primo turno |  |  | Ultimo turno | Ultimo turno       | Ultimo turno       | Ultimo turno | Ultimo turno |  |
|  |             |                    |                    |             |             |  |  |              |                    |                    |              |              |  |
|  | 5           | Barbora Krejčíková | Barbora Krejčíková | 6           | 6           |  |  |              |                    |                    |              |              |  |
|  |             | Danielle Lao       | Danielle Lao       | 3           | 1           |  |  | 5            | Barbora Krejčíková | Barbora Krejčíková | 6            | 7            |  |
|  | WC          | Charlotte Petrick  | Charlotte Petrick  | 1           | 5           |  |  | 10           | Maria Sanchez      | Maria Sanchez      | 3            | 6(1)         |  |
|  | 10          | Maria Sanchez      | Maria Sanchez      | 6           | 7           |  |  |              |                    |                    |              |              |  |

### Sezione 6
|  | Primo turno | Primo turno       | Primo turno       | Primo turno | Primo turno |  |  | Ultimo turno | Ultimo turno      | Ultimo turno | Ultimo turno | Ultimo turno |  |
|  |             |                   |                   |             |             |  |  |              |                   |              |              |              |  |
|  | 6           | Kateřina Vaňková  | Kateřina Vaňková  | 6           | 6           |  |  |              |                   |              |              |              |  |
|  |             | Alexandra Mueller | Alexandra Mueller | 1           | 3           |  |  | 6            | Kateřina Vaňková  | 4            | 6            | 5            |  |
|  |             | Jennifer Elie     | Jennifer Elie     | 4           | 0           |  |  | 8            | Tereza Martincová | 6            | 3            | 7            |  |
|  | 8           | Tereza Martincová | Tereza Martincová | 6           | 6           |  |  |              |                   |              |              |              |  |